# Heinrich III. Heppe

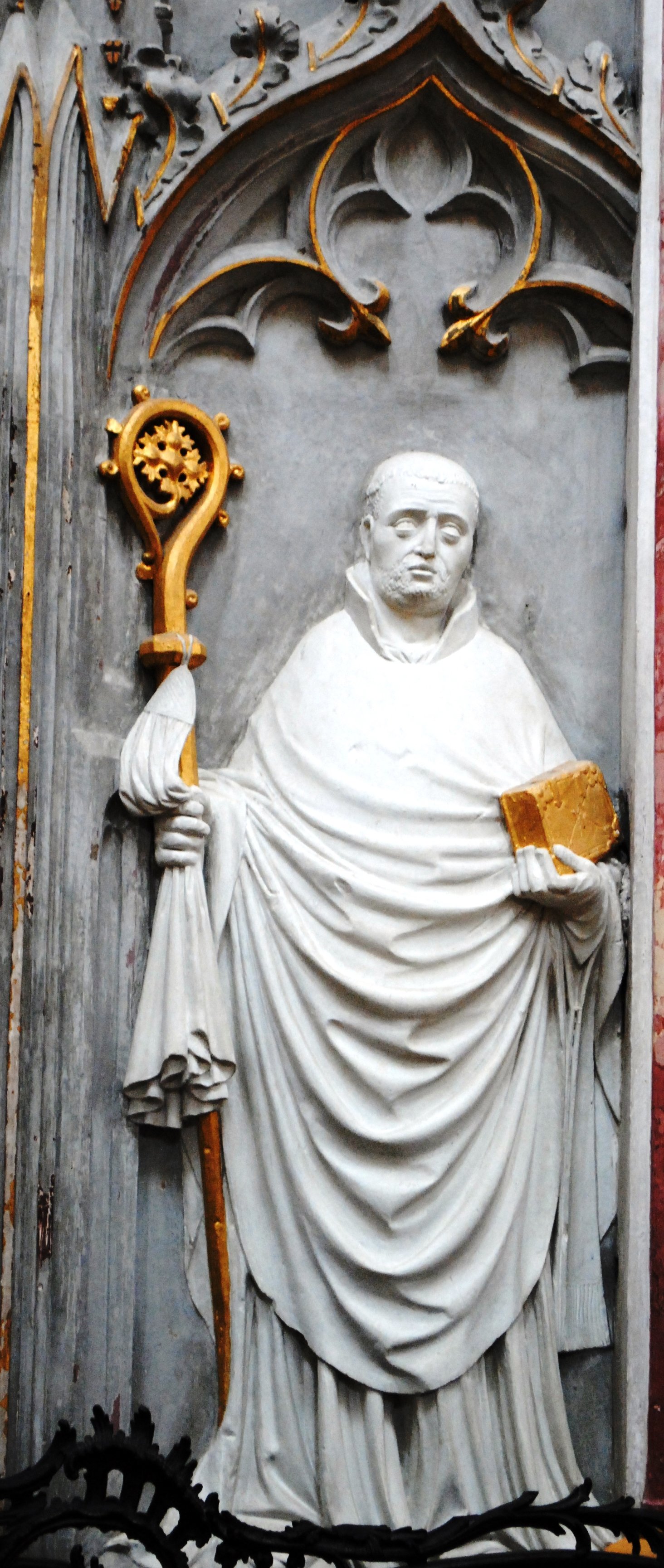
Das Epitaph des Abtes Heinrich in der Klosterkirche Ebrach

Heinrich III. Heppe, genannt Pius (* in Volkach; † 19. November 1426 in Ebrach) war von 1404 bis 1426 Abt des Zisterzienserklosters in Ebrach.

## Leben
Heinrich Heppe wurde wohl in der zweiten Hälfte des 14. Jahrhunderts im unterfränkischen Volkach geboren. Sein Vater hieß bereits mit Nachnamen Heppe, während seine Mutter eine geborene Nibling war. Über die Jugend und Ausbildung des jungen Heinrich schweigen die Quellen, eventuell erhielt er in der Lateinschule seiner Heimatstadt seine Grundbildung. Die Klosterlaufbahn des Heinrich Heppe wird in den Quellen auch nicht erwähnt, sodass er erst mit seiner Wahl zum Abt wiederum genannt wird.
Heinrich wurde nach dem Tod von Petrus I. am Jahresbeginn 1404 zum neuen Abt des Klosters Ebrach gewählt und ließ 1407 alle Privilegien niederschreiben. Das Kloster war nach dem Amtsantritt Heinrichs vollständig verarmt, da Bischof Gerhard von Schwarzburg viele Ressourcen für seinen Krieg gegen die fränkischen Städte abgezogen hatte. Heinrich konnte seinen Ordensleuten den Unterhalt nicht bezahlen und musste deshalb, im Jahr 1411, 33 Mönche in andere Klöster des Ordens schicken.
Bereits im Jahr 1414 hatte Heinrich durch kluges Wirtschaften genug Güter zurückgewonnen, um die Mönche aus ihrem Exil zurückzuholen. Zu diesem Zeitpunkt erhielt er von seinen Mitbrüdern den Beinamen Pius, der Fromme, verliehen und wurde als zweiter Gründer genannt. Im gleichen Jahr besuchte er mit fünf Mönchen das Konstanzer Konzil. Abt Heinrich III. Heppe starb im Jahr 1426 am Elisabethtag, dem 19. November. Sein Epitaph in der Klosterkirche befindet sich im südlichen Querhaus.